# Aloha Airlines
Aloha Airlines var ett amerikanskt flygbolag som flög mellan Hawaiiöarna samt till/från USA:s fastland. Flygbolaget hade sin bas på ön Oahu, på flygplatsen Honolulu International Airport.
Aloha Airlines gick i konkurs och avslutade sin verksamhet den 31 mars 2008.

## Flygplan
Innan flygbolaget lade ner verksamheten, använde de dessa flygplan.